# Angulaphthona schereri
Angulaphthona schereri es un coleóptero de la familia Chrysomelidae.
Fue descrita científicamente por primera vez en 1981 por Gruev.